# Neural Designer
Neural Designer ist ein Data-Mining-Computerprogramm für allgemeine Zwecke des maschinellen Lernens. Es enthält Werkzeuge zur Regressionsanalyse und Mustererkennung. Neural Designer basiert dabei auf einem künstlichen neuronalen Netz, das in der Open-Source-Programmbibliothek OpenNN entwickelt wurde. Über eine grafische Benutzeroberfläche wird die Eingabe von Daten ermöglicht; ebenso werden Interpretationen und Vorhersagen von Ergebnissen verwaltet und dargestellt.
Die Software kann den mathematischen Ausdruck des neuronalen Netzes exportieren, um in einer beliebigen Programmiersprache oder einem Computersystem verwendet zu werden.

## Verwandte Anwendungen
- WEKA: Ein ähnliches Projekt der Universität Waikato, mit einem Schwerpunkt auf Klassifizierungs-Algorithmen.
- RapidMiner: Eine frei und kommerziell verfügbare Anwendung mit dem Schwerpunkt maschinelles Lernen.
- KNIME: Projekt der Universität Konstanz zur interaktiven Datenanalyse.

## Auszeichnungen
- Von der Zeitschrift Predictive Analytics Today 2014 als eine der führenden Data-Mining-Software ausgewählt.[2]
- Von der Zeitschrift Big Data Analytics Today 2014 als eine der besten von Gehirnfunktionen inspirierten Anwendungen der  künstlichen Intelligenz ausgewählt.[3]
- Von der Europäischen Kommission 2015 im Rahmen des Programms Horizont 2020 als eine disruptive Innovation im IKT-Bereich ausgewählt.[4]